# Opferring der NSDAP
Der Opferring der NSDAP, genannt auch NS-Opferring, war eine Einrichtung der Nationalsozialistischen Deutschen Arbeiterpartei unterhalb der Reichsebene zur regelmäßigen Sammlung von finanziellen Zuwendungen.

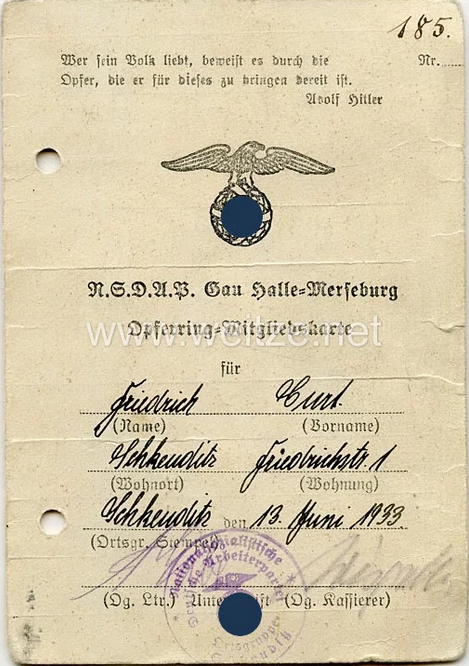
Mitgliedskarte 1933 (teilweise geschwärzt, Wasserzeichen des Anbieters)

## Geschichte
Erstmals ist ein Opferring der NSDAP im Jahr 1927 im Gau Oberbayern-Schwaben nachweisbar. Da von den regulären Mitgliedsbeiträgen ein erheblicher Teil an die Reichsleitung abgeführt werden mussten, waren die Strukturen darunter oftmals finanziell schlecht ausgestattet. Die Einnahmen des Opferrings hingegen verblieben auf der lokalen bzw. regionalen Ebene, was in der Folge zu zahlreichen Gründungen von Opferringen auf Orts-, Kreis- und Gau-Ebene führte. Die Opferringe sollten nach dem Willen der Reichsleitung der NSDAP vor allem aus „zahlungskräftigen Freunden und Anhängern der Partei“ gebildet werden.
Neben der Finanzierung der Partei auf unterer Ebene diente der Opferring auch der Erfassung von Personen, die der NSDAP aus unterschiedlichen Gründen nicht angehörten sowie der finanziellen Abschöpfung von Mitgliedern, die keine aktive Parteiarbeit leisteten.
Deshalb legte man vor allem Beamten und Angestellten der öffentlichen Verwaltung, die aufgrund der Partei-Aufnahmesperre vom 2. Mai 1933 noch nicht der NSDAP beitreten konnten oder dies auch nicht wollten, ab März 1934 die Mitgliedschaft im Opferring der NSDAP dringend nahe, um zumindest auf diesem Wege ein Mindestmaß an Loyalität gegenüber der NSDAP unter Beweis zu stellen. Gesammelt wurde in der Regel mit der Ausgabe von Marken, die auf eigene Mitgliedskarten und in Mitgliedsausweise geklebt wurden. Dadurch konnte die Sammeltätigkeit der unteren Ebenen durch die jeweils höhere Ebene gut überwacht werden.
Im Jahr 1936 wurde die Tätigkeit der Opferringe zunächst eingeschränkt, indem der Reichsschatzmeister der NSDAP Franz Xaver Schwarz ihre Neugründung oder Ausweitung untersagte. Zahlreiche Mitglieder des Opferrings traten deshalb Anfang Mai 1937 der NSDAP bei. Der Zentrumspolitiker Matthias Joseph Mehs notierte zu den „Opferring“-Mitgliedern: „Der Opferring umfasst diejenigen Volksgenossen, die früher in anderen politischen Lagern standen und in die NSDAP hineinwollen, aber eine Quarantäne mitmachen, indem sie durch Opfer den Ernst ihrer Gesinnung und Umstellung beweisen.“
Durch eine Anweisung von Schwarz im März 1943 wurden die Opferringe endgültig verboten, weil es „mit dem Ansehen der Bewegung nicht zu vereinbaren“ sei, mit dem Opferring „als Einrichtung der Partei eine Organisation bestehen zu lassen, deren alleinige Aufgabe die Einziehung von Beiträgen“ ist. Gleichwohl existierten viele Opferringe aber offenbar bis zum Kriegsende 1945 weiter.
Bei der Entnazifizierung wurde der Opferring nicht als Gliederung der NSDAP eingestuft, sondern nur zu den angeschlossenen Verbänden gezählt. Er wird aber (wohl vor allem aufgrund der schwierigen Quellenlage) in der Literatur zum Nationalsozialismus oft irrtümlich für eine eigene Gliederung der Partei gehalten. Auf der Reichsebene existierte er jedoch zu keiner Zeit.
Auch im Ausland gab es in einigen NSDAP-Landesgruppen Opferringe.
Zu unterscheiden ist der Opferring Elsaß, der nach der deutschen Besetzung Frankreichs im Elsass im Herbst 1940 gebildet wurde und eine Vorstufe zur Aufnahme in die NSDAP war.
Es soll außerdem noch ein Opferring der Nationalsozialistischen Volkswohlfahrt (NSV) bestanden haben. In der einschlägigen Literatur zur NSV findet sich dazu jedoch kein Hinweis.